# Psychomyia spinosa
Psychomyia spinosa är en nattsländeart som beskrevs av Tian, Tian, Li, Yang och Sun, in Chen, editor 1993. Psychomyia spinosa ingår i släktet Psychomyia och familjen tunnelnattsländor. Inga underarter finns listade i Catalogue of Life.